# Short track na Zimowych Światowych Wojskowych Igrzyskach Sportowych 2010
Short track na 1. Zimowych Światowych Wojskowych Igrzyskach Sportowych – jedna z dyscyplin sportu rozgrywanych podczas zimowych igrzysk wojskowych w hali w Courmayeur położonej w regionie Dolina Aosty we Włoszech w dniach 23 – 24 marca 2010.

## Harmonogram
| Marzec 2010 | 20 So | 21 Ni | 22 Po | 23 Wt | 24 Śr | 25 Cz |
| ----------- | ----- | ----- | ----- | ----- | ----- | ----- |
| Biathlon    |       |       |       | 2     | 2     |       |

Legenda
|  | Eliminacje |  | Finał (ilość) |

## Uczestnicy
Do zawodów zgłoszonych zostało 21 zawodników reprezentujących 7 kraje (9 kobiet i 12 mężczyzn). W zawodach uczestniczyło 20, ponieważ na starcie nie stanęła Włoszka Arianna Fontana.
- Austria (2)
- Belgia (1)
- Bułgaria (1)
- Chiny (6)
- Niemcy (5)
- Ukraina (3)
- Włochy (3)

## Medaliści

### Mężczyźni
| Konkurencja      | Złoto                | Srebro            | Brąz                    |
| Konkurencja      | Drużyna/Zawodnik     | Drużyna/Zawodnik  | Drużyna/Zawodnik        |
| 500 m szczegóły  | Nie Xin · Chiny      | Cui Liang · Chiny | Roberto Serra · Włochy  |
| 1500 m szczegóły | Song Weilong · Chiny | Nie Xin · Chiny   | Torsten Kroger · Niemcy |

### Kobiety
| Konkurencja      | Złoto                        | Srebro              | Brąz                        |
| Konkurencja      | Drużyna/Zawodniczka          | Drużyna/Zawodniczka | Drużyna/Zawodniczka         |
| 500 m szczegóły  | Ma Shuai · Chiny             | Sun Huizhu · Chiny  | Veronika Windisch · Austria |
| 1500 m szczegóły | Ewgenija Radanowa · Bułgaria | Sun Huizhu · Chiny  | Veronika Windisch · Austria |

## Klasyfikacja medalowa
* Gospodarz zawodów został zaznaczony tym kolorem.
| Miejsce           | Reprezentacja     | Złoto | Srebro | Brąz | Razem |  |
| ----------------- | ----------------- | ----- | ------ | ---- | ----- |  |
|                   |                   |       |        |      |       |  |
| 1                 | Chiny             | 3     | 4      | 0    | 7     |  |
| 2                 | Bułgaria          | 1     | 0      | 0    | 1     |  |
| 3                 | Austria           | 0     | 0      | 2    | 2     |  |
| 4                 | Niemcy            | 0     | 0      | 1    | 1     |  |
| 4                 | Włochy *          | 0     | 0      | 1    | 1     |  |
| 4                 |                   |       |        |      |       |  |
| Ogółem (5 państw) | Ogółem (5 państw) | 4     | 4      | 4    | 12    |  |